# Romboclasa
La romboclasa és un mineral de la classe dels sulfats. El nom prové del llatí rhombus, rombe, més el mot grec klasis, trencar, en al·lusió a la seva exfoliació basal i a la forma dels cristalls.

## Característiques
La romboclasa és un sulfat de fórmula química (H₅O₂)Fe³⁺(SO₄)₂·2H₂O. Cristal·litza en el sistema ortoròmbic en forma de cristalls tabulars prims que mostren {001}, {010}, {100}, {111}, {011}, i també han estat observades altres formes de modificació, donant un contorn ròmbic, de fins a 2 cm; es pot estirar radialment en estalactites. La seva duresa a l'escala de Mohs és 2.
Segons la classificació de Nickel-Strunz, la romboclasa pertany a «07.CB: Sulfats (selenats, etc.) sense anions addicionals, amb H₂O, amb cations de mida mitjana» juntament amb els següents minerals: dwornikita, gunningita, kieserita, poitevinita, szmikita, szomolnokita, cobaltkieserita, sanderita, bonattita, aplowita, boyleïta, ilesita, rozenita, starkeyita, drobecita, cranswickita, calcantita, jôkokuïta, pentahidrita, sideròtil, bianchita, chvaleticeïta, ferrohexahidrita, hexahidrita, moorhouseïta, niquelhexahidrita, retgersita, bieberita, boothita, mal·lardita, melanterita, zincmelanterita, alpersita, epsomita, goslarita, morenosita, alunògen, metaalunògen, aluminocoquimbita, coquimbita, paracoquimbita, kornelita, quenstedtita, lausenita, lishizhenita, römerita, ransomita, apjohnita, bilinita, dietrichita, halotriquita, pickeringita, redingtonita, wupatkiïta i meridianiïta.

## Formació i jaciments
La romboclasa és un mineral secundari poc freqüent format per l'alteració de la pirita, especialment en climes àrids; típicament d'origen post-miner. Va ser descoberta a Smolník, al Districte de Gelnica (Regió de Košice, Eslovàquia). També ha estat descrita a Alemanya, Austràlia, Àustria, Bolívia, Espanya, els Estats Units, Grècia, Hongria, Islàndia, Itàlia, Macedònia del Nord, el Perú, Polònia, la República Txeca, Romania, Rússia, Suïssa, el Tajikistan, Ucraïna, Xile, la Xina i Mart.
Sol trobar-se associada a altres minerals com: szomolnokita, copiapita, römerita, voltaïta, epsomita, halotriquita, melanterita, calcantita i pirita.